# Kongregace Milosrdných sester Panny Marie Jeruzalémské
Milosrdné sestry Panny Marie Jeruzalémské představují ženskou větev Německého řádu. Jde o mezinárodní katolický řád, který působí i v České republice a na Slovensku na úrovni společné československé provincie. Dalšími zeměmi, v nichž řád působí na úrovni provincií, jsou Německo, Itálie, Rakousko a Slovinsko.

## V České republice
Představená československé provincie sídlí v Opavě. Úsilí provincie se soustřeďuje na pomoc nemocným a přestárlým a na duchovních aktivitách zejména v oblasti Opavy.
Působí též v oblasti vzdělávání. V roce 1999 otevřela v areálu svého navráceného kláštera Církevní střední varhanickou školu v Opavě, která se v roce 2006 přeměnila na Církevní konzervatoř Opava. Je jedinou konzervatoří České republiky specializující se na duchovní hudbu.